# Patagioenas flavirostris
Patagioenas flavirostris е вид птица от семейство Гълъбови (Columbidae).

## Разпространение
Видът е разпространен в Белиз, Гватемала, Коста Рика, Мексико, Никарагуа, Салвадор, САЩ и Хондурас.